# Karl Anton Eckert

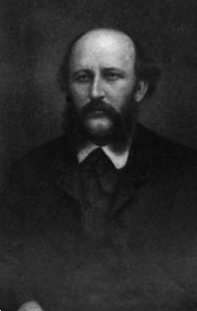
Karl Eckert

Karl Anton Eckert, (nacido en Berlín el 12 de diciembre de 1820, y fallecido también en la capital alemana el 14 de octubre de 1879, fue un compositor y director alemán.
Nacido en Berlín, con tan sólo cinco años de edad, mostró que era un niño prodigio de la música. Tras llamar la atención del director de la Academia de Canto de Berlín, Carl Friedrich Zelter, accedió a dicha academia en 1832, y a finales de ese mismo año, con el apoyo de Zelter, pudo hacer su debut al piano.
Posteriormente se convirtió en el maestro de capilla de la Staatsoper Unter den Linden, donde permaneció hasta la primavera de 1848. Tras las revueltas políticas de la Revolución de Marzo, en Alemania, Eckert se trasladó a Ámsterdam, y después a Bruselas.
Falleció en Berlín, cuando tenía 58 años.

## Obras
- Das Fischermädchen. Singspiel
- Das Käthchen von Nürnberg
- Der Laborant von Riesengebirge. Oper
- Scharlatan. Oper
- Wilhelm von Oranien. Oper